# AH14
AH14 (Asian Highway 14) hay còn gọi với cái tên đường xuyên Á 14 là một con đường trong hệ thông mạng lưới Đường Xuyên Á dài 2,004 km (1,245 mi) từ Hải Phòng, Việt Nam đến Mandalay, Myanmar nối AH1 đến AH3 tại Côn Minh, Vân Nam, Trung Quốc và cuối cùng đến AH2. Lộ trình như sau:

## Phần trên lãnh thổ Việt Nam
AH14 trên lãnh thổ Việt Nam gồm hai nhánh:
Nhánh quốc lộ dựa trên:
- quốc lộ 5A khởi đầu từ Hải Phòng qua thành phố Hải Dương, thành phố Hưng Yên, thành phố Hà Nội;
- quốc lộ 2 đi qua Vĩnh Yên, Việt Trì;
- quốc lộ 70 đi qua Yên Bái, Lào Cai.

Tổng chiều dài là 446 km.
Nhánh đường cao tốc dựa trên:
- Đường cao tốc Hà Nội – Hải Phòng
- Đường vành đai 3 (Hà Nội)
- Đường cao tốc Nội Bài – Lào Cai

## Tại Trung Quốc
Tại Trung Quốc, AH14 chạy hoàn toàn trong địa phận tỉnh Vân Nam từ Hà Khẩu qua Côn Minh đến cửa khẩu Tả Cáo (姐告, Jiegào) trên biên giới với Myanmar. Tổng chiều dài là 1.435 km.
- G8011: Hà Khẩu - Khai Viễn
- G80: Khai Viễn - Côn Minh
- G56: Côn Minh - Trấn An (Vân Nam) - Mang - Thụy Lệ[1]

## Tại Myanmar
Phần trên lãnh thổ Myanmar của AH14 dài 453 km, chạy từ cửa khẩu Muse trên biên giới với Trung Quốc qua Lashio tới Mandalay.
- Quốc lộ 3: Muse - Lashio - Mandalay ()